# Alianza de los Patriotas de Georgia
La Alianza de los Patriotas de Georgia (en georgiano: საქართველოს პატრიოტთა ალიანსი, Sakartvelos Patriotta Aliansi, APG) es un partido de oposición prorruso, autodefinido como conservador y de centroderecha en la república de Georgia. Fue fundada en 2012 por líderes del Movimiento de Resistencia y su plataforma incluye posiciones antioccidentales. El partido apoya actualmente la integración europea, apoya los valores cristianos y democráticos, y el partido se demuestra como un partido conservador moderado. El partido hizo campaña en contra de la construcción de una mezquita en Ayaria, diciendo que «Turquía tiene demasiada influencia en Georgia», por lo que ha sido acusado de antiturca. El partido favorece lazos más estrechos con Rusia y la Unión Europea.
En las elecciones locales de 2014, obtuvo un voto agregado en todo el país del 4,6 %, superando el umbral del 4 % requerido para calificar como partido político para la financiación del gobierno. Mediante votaciones por listas de partidos en 47 ciudades, obtuvo una representación proporcional en los escaños en los consejos locales de 30 municipios, incluido Tiflis.
En junio de 2016, el partido formó un bloque con otros cinco partidos (Georgia Libre, dirigida por Kakha Kukava; Tavisupleba, dirigida por Konstantine Gamsakhurdia; la Unión de Tradicionalistas Georgianos, dirigida por Akaki Asatiani; los demócratas neocristianos, dirigido por Gocha Jojua, y el Movimiento Político de Veteranos de las Fuerzas Armadas y de las Fuerzas del Orden Público) para las elecciones parlamentarias programadas para 2016, terminando en tercer lugar en la votación proporcional y apenas superando el umbral electoral del 5%.

## Historia
El partido fue establecido en diciembre de 2012 por Soso Manjavidze, Davit Tarkhan-Mouravi e Irma Inashvili. Giorgi Lomia es el secretario político. La dirección del partido también incluye al ex caudillo Emzar Kvitsiani, una figura que ha suscitado una gran controversia. La Alianza se basaba en el Movimiento de Resistencia, un grupo ferozmente crítico del antiguo partido gobernante, el Movimiento Nacional Unido.
La Alianza de Patriotas mantiene una retórica antiturca, advirtiendo de los supuestos proyectos de Ankara en la región de Ayaria, han pedido que se retrase el libre comercio con la UE y argumenta que la búsqueda de la membresía en la OTAN es infructuosa, ya que los miembros principales de la OTAN han dejado en claro que Georgia tiene pocas perspectivas de adhesión.
El partido Alianza tiene un canal de televisión, Obieqtivi, dirigido por Inashvili. Davit Tarkhan-Mouravi tiene una serie en el canal en la que da conferencias sobre la Biblia y la Iglesia ortodoxa; es un matemático, que se desempeñó en administraciones anteriores como «jefe del departamento estatal de tecnologías de la información a principios de la década de 2000, y como jefe del departamento de aduanas durante varios meses en 2003».
En las elecciones locales de 2014, la coalición Sueño Georgiano, incluido el Partido Republicano, ganó un 50,80 %; han estado al frente del gobierno desde 2012. El Movimiento Nacional Unido obtuvo una votación en la lista de partidos a nivel nacional en 2014 del 22,41 %. Nino Burjanadze y su coalición Georgia Unida obtuvieron los terceros mejores resultados en las elecciones locales, con un 10,22 % a nivel nacional en la votación por lista de partidos. Burjanadze revivió una retórica euroasiática, que cuenta con el apoyo de Rusia, y la campaña fue «impulsada por flujos masivos de lo que probablemente era dinero ruso».
El partido Alianza de los Patriotas de Georgia recibió el 4,7 % del voto total, cumpliendo con el umbral requerido del 4 % para calificar como partido político y lo que lo hace elegible para futuros fondos estatales para las elecciones. Se presentó en un concurso de listas de partidos por escaños proporcionales en el Sakrebulo en 47 de un total de 71 municipios y ciudades. En 30 jurisdicciones, su votación por lista de partidos superó el 4 %, lo que la hace elegible para escaños en 30 consejos locales, incluido el de Tiflis.
Inashvili terminó cuarto en las elecciones a la alcaldía de Tiflis con el 5,4 % de los votos; el partido ganó dos escaños en la Asamblea de la Ciudad de Tiflis. Además, los candidatos a alcalde de la Alianza de los Patriotas de Georgia calificaron para las elecciones de segunda vuelta contra los candidatos de Sueño Georgiano (SG) en las ciudades de Poti y Ozurgueti; y los candidatos de la Alianza calificaron para la segunda vuelta de los ejecutivos municipales en los municipios de Lanchjuti y Julo.
En abril de 2018, uno de los líderes del Partido, Emzar Kvitsiani, admitió públicamente haber trabajado con los servicios especiales rusos (especialmente con GRU) haciendo declaraciones falsas, erróneas y propagandísticas a propósito en su nombre.

## Historial electoral
| Elección | Líder          | Votos  | %    | Escaños | +/–   | Posición | Gobierno |
| -------- | -------------- | ------ | ---- | ------- | ----- | -------- | -------- |
| 2016     | Irma Inashvili | 88,109 | 5.01 | 6/150   | nuevo | 3.º      | No       |